# Richárd Guzmics
Richárd Guzmics (nascut el 16 d'abril de 1987 a Szombathely) és un futbolista professional hongarès que juga com a defensa pel Wisła Kraków. Va sorgir del planter del Szombathelyi Haladás. Ha jugat amb la selecció hongaresa en categories inferiors, i és actualment internacional amb la selecció hongaresa absoluta.

## Carrera de club

### Wisla Krakow
El 10 de setembre de 2014, Guzmics fou contractat pel club Wisla Krakow de l'Ekstraklasa.
El 18 de desembre de 2014, Guzmics va patir una lesió de genoll durant el darrer partit de la temporada 2014–15 contra el Ruch Chorzów.

## Estadístiques de club
A 22 maig 2016
| Club          | Temporada     | Lliga   | Lliga | Copa    | Copa | Copa de la Lliga | Copa de la Lliga | Europa  | Europa | Total   | Total |
| Club          | Temporada     | Partits | Gols  | Partits | Gols | Partits          | Gols             | Partits | Gols   | Partits | Gols  |
| ------------- | ------------- | ------- | ----- | ------- | ---- | ---------------- | ---------------- | ------- | ------ | ------- | ----- |
| Szombathely   |               |         |       |         |      |                  |                  |         |        |         |       |
| 2004–05       | 5             | 0       | 0     | 0       | 0    | 0                | 0                | 0       | 5      | 0       |       |
| 2005–06       | 24            | 1       | 0     | 0       | 0    | 0                | 0                | 0       | 24     | 1       |       |
| 2006–07       | 25            | 2       | 0     | 0       | 0    | 0                | 0                | 0       | 25     | 2       |       |
| 2007–08       | 25            | 2       | 0     | 0       | 0    | 0                | 0                | 0       | 25     | 2       |       |
| 2008–09       | 30            | 1       | 4     | 1       | 1    | 0                | 0                | 0       | 35     | 2       |       |
| 2009–10       | 29            | 1       | 3     | 0       | 1    | 0                | 4                | 0       | 37     | 1       |       |
| 2010–11       | 28            | 0       | 2     | 0       | 2    | 0                | 0                | 0       | 32     | 0       |       |
| 2011–12       | 27            | 0       | 2     | 0       | 2    | 0                | 0                | 0       | 31     | 0       |       |
| 2012–13       | 28            | 0       | 0     | 0       | 1    | 0                | 0                | 0       | 29     | 0       |       |
| 2013–14       | 26            | 1       | 1     | 0       | 3    | 0                | 0                | 0       | 30     | 1       |       |
| Total         | 247           | 8       | 12    | 1       | 10   | 0                | 4                | 0       | 273    | 9       |       |
| Wisła Kraków  |               |         |       |         |      |                  |                  |         |        |         |       |
| 2014–15       | 21            | 0       | 1     | 0       | 0    | 0                | 0                | 0       | 22     | 0       |       |
| 2015–16       | 33            | 0       | 0     | 0       | 0    | 0                | 0                | 0       | 33     | 0       |       |
| Total         | 54            | 0       | 1     | 0       | 0    | 0                | 0                | 0       | 55     | 0       |       |
| Total carrera | Total carrera | 301     | 8     | 13      | 1    | 10               | 0                | 4       | 0      | 328     | 9     |

## Carrera internacional
Guzmics va tenir notorietat en la seva carrera internacional en un partit desgraciat contra els arxirivals de Romania quan al minut 2 va cometre un greu error defensiu que va permetre que Ciprian Marica marqués un gol mateiner - el partit acabaria 3-0, amb Guzmics essent molt criticat per la seva actuació, una culpa que ell va acceptar. El 7 de setembre de 2015, Guzmics va marcar el seu primer gol per Hongria, en un empat 1-1 contra Irlanda del Nord al Windsor Park de Belfast, Irlanda del Nord. Després de la seva bona actuació contra Noruega, fou elegit com un dels millors defensors de la fase de classificació per a l'Eurocopa 2016. El 31 de maig de 2016 es va anunciar que el seleccionador Bernd Storck l'havia inclòs en l'equip definitiu d'Hongria per disputar l'Eurocopa 2016.
| Equip nacional | Temporada | Partits | Gols |
| -------------- | --------- | ------- | ---- |
| Hongria        | 2012      | 1       | 0    |
| Hongria        | 2013      | 6       | 0    |
| Hongria        | 2014      | 0       | 0    |
| Hongria        | 2015      | 5       | 1    |
| Hongria        | 2016      | 2       | 0    |
| Total          | Total     | 14      | 1    |

| #  | Data            | Seu                                     | Oponent          | Marcador | Resultat | Competició                          |
| -- | --------------- | --------------------------------------- | ---------------- | -------- | -------- | ----------------------------------- |
| 1. | 7 setembre 2015 | Windsor Park, Belfast, Irlanda del Nord | Irlanda del Nord | 0-1      | 1-1      | Classificació per a l'Eurocopa 2016 |